# Parafia św. Katarzyny w Kętrzynie
Parafia św. Katarzyny  w Kętrzynie została utworzona 12 lipca 1893 roku. Parafia należy do dekanatu Kętrzyn.